# Wood luck office
株式会社wood luck office（ウッドラックオフィス、英文社名：wood luck office Co.,Ltd.）は、東京都千代田区に所在する日本の芸能事務所。

## 所属タレント

### Artist
- 木根尚登

### Actor
- 永島知洋
- 武本健嗣
- 藤村直樹
- ヒラモト雄一郎
- ヨシザワタカシ
- タツロウ
- 藤本匠

### Actress
- 赤星まき
- shao
- 市村尚子
- 徳増あゆみ
- 朝日奈ゆうみ
- きえ
- 宇乃うめの

### Talent
- 西本明日香
- 加南子
- 中村綾里